# مذكرات كافر مغربي
مذكرات كافر مغربي ويُعرف أيضًا بعنوان ذكريات كافر مغربي هو كتاب سيرة ذاتية للكاتب المغربي الملحد هشام نوستيك، حيث يروي فيه طفولته في المغرب وحياته في ألمانيا حتى ترك الإسلام. كان الكتاب الأكثر مبيعًا في نسختي 2019 و2020 في معرض الدار البيضاء للكتاب. بيعت جميع نسخ الإصدار الأول (2019) في غضون أيام قليلة.
كُتِب الكتاب في الأصل بالدارجة المغربية، ونشرته دار الوطن للنشر، في 170 صفحة، وتمَّت ترجمته أيضًا إلى الفرنسية، مع وجود ترجمات إلى لغات أخرى قيد التنفيذ. مقدمة النسخة الدارجة كتبها المفكّر المغربي سعيد نشيد، وذكر المؤلف في مقابلة أنه اضطرَّ إلى فرض رقابة على بعض الأجزاء من الكتاب، حتى يجتاز عملية الموافقة ويُنشر في المغرب. أعلن لاحقًا أن كل نصيبه من أرباح الكتاب تمَّ التبرع به لجمعية خيرية.

## ردود الفعل والمراجعات
لاقى الكتاب نجاحًا تجاريًا في المغرب، وحظي بردود فعل متباينة من الجمهور والصحافة والمثقفين المغاربة بين المديح والهجوم. يتحدثُ الموضوع العام للكتاب عن رحلة الكاتب من الإسلام إلى الإلحاد، وهو النقطة الرئيسية الذي جعلته مثيرًا للجدل. عارض بعض النقاد نشره، لأنه من شأنه أن «ينشر الإلحاد» في رأيهم. اعتبر نقاد آخرون أن نشر مثل هذه الكتب «مقبول» كوسيلة «للاستماع إلى وجهات نظر معاكسة» و«دراسة ظاهرة الإلحاد في المجتمع المغربي» و«فهم أسسها النفسية» و«لذرائع التي يستخدمها الملحدين»، والتي ستكون «مفيدة للباحثين» في هذه الموضوعات. كما أنه «يفضح مزاعم الاضطهاد لمن يترك الإسلام في المغرب، البلد الإسلامي».
كتبت صحيفة الأيام، التي أجرت مقابلة مع المؤلف، مستشهدةً ببعض المقاطع الأكثر إثارة للاهتمام من الكتاب، أن المراجعة «ليست دعوة للإلحاد» ولكنها «محاولة للاستماع إلى وجهة نظر مخالفة» لأن «الإسلام يدعو إلى الاستماع للآخرين حتى لو اختلفنا معهم»، كما استشهدت الصحيفة في خبرها بدراسة قدَّرت نسبة غير المؤمنين في المغرب بـ 7٪، واعتبرت هشام نوستيك من «أشهر الملحدين في المغرب» إن لم يكن الأشهر إطلاقًا.
أشادت مجلة Le360 الفرنسية المغربية، في استعراض لعمل نوستيك الأدبي، بالكتاب، مستشهدة باستخدامه لـ «اللغة المغربية اللذيذة»، وأضافت أنه «مضحك»، «يجعل الناس يفكرون»، و«مليء بالإنسانية». «إنها قصيدة، ليست للإلحاد أو اللاأدرية، بل للإنسانية»، كما ذكرت في تقريرها.
عارض عالم الاجتماع والأنثروبولوجيا المغربي عبد الله شريف عرض هذا الكتاب في معرض الكتاب بالدار البيضاء، وأعرب عن رأي مفاده أنه «لا يستحق أن يكون هناك»، لأنه «لا علاقة له بالعقل أو الثقافة»، و«يسيء إلى المعتقدات الإسلامية للمغاربة». وانتقد وزارة الثقافة المغربية لعدم معارضة نشر مثل هذا الكتاب الذي يحاول «تدمير مقومات الإسلام» في المجتمع المغربي.